# Маковеевы
Маковеевы — дворянский род.
Предок их, Марк Васильев, с 1726 года владел недвижимым имением с крестьянами в Галичском уезде, которое переходило наследственно к потомкам его, из коих многие служили российскому престолу в военных и гражданских чинах.
Определением Герольдии от 4 августа 1836 г., род Маковеевых утверждён в древнем дворянском достоинстве, с внесением в шестую часть дворянской родословной книги Костромской губернии.

## Описание герба
В серебряном щите червлёный с широкими концами крест. За ним накрест два чёрных якоря с анкерштоками и кольцами. В лазоревой главе щита накрест два золотых ключа бородками вниз [в тексте Гербовника указано «вверх»].
Над щитом дворянский шлем с короной. Нашлемник: рука в серебряных латах держит знамя 12 Егерского полка 2 батальона 1829 года. Намёт: справа — червлёный с серебром, слева — лазоревый с золотом. Девиз: «ЧЕСТЬ И СЛАВА СПАСШЕМУ ЗНАМЯ» червлёными буквами на серебряной ленте. Герб Маковеева внесён в Часть 13 Общего гербовника дворянских родов Всероссийской империи, стр. 42.